# Wilhelm Piotr Angerstein
Wilhelm Piotr Angerstein (ur. 22 lutego 1848 w Warszawie, zm. 30 maja 1928 w Łodzi) – długoletni proboszcz parafii św. Jana w Łodzi, superintendent diecezji piotrkowskiej.

## Życiorys
Jedyny syn warszawskiego stolarza Heinricha Franciszka Angersteina przybyłego z Achim w Niemczech. Wychowaniem religijnym przyszłego pastora zajmowali się warszawscy duchowni Adolf Ludwig i Leopold Otto. W 1868 roku rozpoczął studia teologiczne w Erlangen w Bawarii, w latach 1871–1872 kontynuował je w Lipsku. Po ukończeniu studiów w latach 1872–1874 pracował jako drugi proboszcz w parafii w Krakowie, po ordynacji we Wrocławiu w listopadzie 1874 został wikarym w Czarnym Lesie. Następnie w latach 1875–1885 był proboszcze w Wiskitkach. W 1885 został proboszczem nowo założonej parafii św. Jana w Łodzi, gdzie pracował ponad czterdzieści dwa lata. W 1912 został superintendentem diecezji piotrkowskiej.
Będąc proboszczem w parafii św. Jana, kładł duży nacisk na rozwój życia parafialnego. Zainicjował powstanie kilku organizacji np. Stowarzyszenia Młodzieńców, Misji Miejskiej, Stowarzyszenia Pań. W związku z wciąż wzrastającą liczbą wiernych w mieście postulował budowę kolejnego kościoła tj. kościoła św. Mateusza.
Dużo publikował, w młodości w "Zwiastunie Ewangelickim", następnie będąc już w Łodzi wydawał dwutygodnik "Evangelisch-Lutherisches Kirchenblatt" (1884–1914) oraz redagował jego polskojęzyczną wersję "Głosy Kościelne w Sprawie Kościoła Ewangelicko-Augsburskiego" (1884–1890). Ten drugi tytuł z powodu niewielkiego zainteresowania zaprzestał kolportować po kilku latach.
Był zwolennikiem ortodoksyjnej doktryny luterańskiej, zwalczał "liberalne" nurty kościelne, sprzeciwiał się darwnizmowi, dystansował się od współpracy z innymi nurtami protestantyzmu, był przeciwnikiem wprowadzonej w Prusach Unii z 1817, w wyniku której powstał Ewangelicki Kościół Unii Staropruskiej. Opowiadał się za silną rozdzielnością państwa od kościoła, który miał nie pobierać subwencji od administracji publicznej.
Pomimo swojego niemieckiego pochodzenia uważał się za Polaka. We wspomnieniach pośmiertnych ks. Feliks Teodor Gloeh tak opisał tę kwestię: nie był szowinistą. Dostawszy się do parafii wyłącznie niemieckiej – budował Królestwo przede wszystkim Boskie. Dla siebie był Polakiem i codziennie rano i wieczór <zamknięty w komorze> modlił się w języku polskim i to aż do śmierci.
Był szwagrem Emila Wedla.